# Віньковатов Павло Іванович
Вінькова́тов Павло́ Іва́нович (прізвище при народженні — Вінькова́тий, 25 липня 1921, Харків — 21 квітня 1987, Київ) — український радянський футболіст, що виступав на позиції нападника у складі київського «Динамо» та харківського «Сільмаша». Один з найавторитетніших гравців «Динамо» післявоєнних років.

## Життєпис
Павло Віньковатов почав займатися футболом у 1936 році в рідному Харкові, захищаючи кольори юнацької команди «Сільмаш». Три роки потому його було переведено до дорослої команди, у складі якої молодий нападник продемонстрував змістовну гру і непогану результативність. Відігравши у харківському клубі два сезони, Віньковатов вирушив до найсильнішої команди республіки — київського «Динамо». У дебютному сезоні пропустив лише одну гру з тих, що встигли відбутися до початку війни. Під час Другої світової війни виступав на неофіційному рівні за харківське «Динамо» та команду Київського танкового училища.
Повторний дебют у складі киян в чемпіонатах СРСР відбувся у 1946 році. Три сезони поспіль Віньковатов ставав найкращим бомбардиром команди, вміло взаємодіючи з Петром Дементьєвим, а у 1948 році отримав з рук Дементьєва капітанську пов'язку. Віньковатов став співтворцем перших серйозних успіхів «Динамо» — у 1952 році він допоміг команді посісти друге місце у чемпіонаті СРСР, а два роки потому разом з партнерами створив справжню сенсацію, перемігши у фіналі Кубка країни.
Незважаючи на невеликий зріст, Віньковатов виконував на полі функції форварда таранного типу. Нападник вирізнявся з-поміж інших високим рівнем відповідальності та дотриманням режиму. Володів прекрасним за силою та виконанням ударом, що нерідко заставав зненацька голкіперів суперника. Був одним з улюбленців київських вболівальників, які завжди саме на нього покладали надії у скрутний для команди момент, однак нерідко й брали на кпини через змарновані стовідсоткові нагоди для взяття воріт.
Після завершення кар'єри Павло Віньковатов тренував бердичівський «Прогрес» (1958–1959) та цілу низку заводських команд Києва.

## Досягнення
- Володар Кубка СРСР (1): 1954
- Срібний призер чемпіонату СРСР (1): 1952
- Володар Кубка УРСР (4): 1944, 1946, 1947, 1948
- Футболіст року в Україні (3): 1946, 1947, 1948

## Статистика
Статистика виступів в офіційних матчах:
| Сезон             | Команда           | Чемпіонат | Чемпіонат | Чемпіонат | Кубок СРСР | Кубок СРСР | Кубок УРСР | Кубок УРСР | Інші турніри | Інші турніри | Всього | Всього |
| Сезон             | Команда           | Ліга      | Ігри      | Голи      | Ігри       | Голи       | Ігри       | Голи       | Ігри         | Голи         | Ігри   | Голи   |
| ----------------- | ----------------- | --------- | --------- | --------- | ---------- | ---------- | ---------- | ---------- | ------------ | ------------ | ------ | ------ |
| 1939              | «Сільмаш» Х       | Д-2       | 21        | 6         | —          | —          | —          | —          | —            | —            | 21     | 6      |
| 1940              | «Сільмаш» Х       | Д-2       | 25        | 10        | —          | —          | —          | —          | —            | —            | 25     | 10     |
| 1941              | «Динамо» К        | Д-1       | 0+8       | 0+2       | —          | —          | —          | —          | —            | —            | 8      | 2      |
| 1944              | «Динамо» К        | —         | —         | —         | 1          | 0          | 4          | 4          | —            | —            | 5      | 4      |
| 1945              | «Динамо» К        | Д-1       | —         | —         | —          | —          | 3          | 6          | —            | —            | 3      | 6      |
| 1946              | «Динамо» К        | Д-1       | 22        | 8         | 3          | 1          | 5          | 10         | —            | —            | 30     | 19     |
| 1947              | «Динамо» К        | Д-1       | 24        | 8         | 2          | 2          | 3          | 4          | —            | —            | 29     | 14     |
| 1948              | «Динамо» К        | Д-1       | 22+1      | 10        | 3          | 2          | 4          | 3          | 1            | 0            | 31     | 15     |
| 1949              | «Динамо» К        | Д-1       | 33        | 8         | —          | —          | —          | —          | —            | —            | 33     | 8      |
| 1950              | «Динамо» К        | Д-1       | 32        | 11        | 2          | 0          | —          | —          | —            | —            | 34     | 11     |
| 1951              | «Динамо» К        | Д-1       | 24        | 10        | 1          | 0          | —          | —          | —            | —            | 25     | 10     |
| 1952              | «Динамо» К        | Д-1       | 8         | 2         | 1          | 0          | —          | —          | 3            | 2            | 12     | 4      |
| 1953              | «Динамо» К        | Д-1       | 18+1      | 3         | 1          | 0          | —          | —          | —            | —            | 20     | 3      |
| 1954              | «Динамо» К        | Д-1       | 21        | 4         | 3          | 0          | —          | —          | —            | —            |        |        |
| 1955              | «Динамо» К        | Д-1       | 4         | 0         | —          | —          | —          | —          | —            | —            | 4      | 0      |
| Усього за кар'єру | Усього за кар'єру | Д-1       | 218       | 66        | 17         | 5          | 19         | 27         | 4            | 2            | 304    | 116    |
| Усього за кар'єру | Усього за кар'єру | Д-2       | 46        | 16        | 17         | 5          | 19         | 27         | 4            | 2            | 304    | 116    |

- У графі «Інші турніри» за 1948 рік згадано Динаміаду СРСР, за 1952-й — Турнір Спорткомітету СРСР; через «+» подані анульовані матчі.